# Shamlugh
Shamlugh (in armeno Շամլուղ?, conosciuta anche come Shamlug) è una città dell'Armenia di 821 abitanti (2008) della provincia di Lori.